# Peyrens
Peyrens település Franciaországban, Aude megyében. Lakosainak száma 459 fő (2022. január 1.). Peyrens Castelnaudary, Issel, Puginier, Souilhe és Tréville községekkel határos.

## Népesség
A település népessége az elmúlt években az alábbi módon változott:
| Lakosok száma | 241  | 267  | 301  | 403  | 487  | 501  | 496  | 476  | 466  | 459  |
|               | 1968 | 1982 | 1990 | 2006 | 2013 | 2015 | 2017 | 2019 | 2020 | 2022 |